# Cynanchum obtusifolium
Cynanchum obtusifolium är en oleanderväxtart som beskrevs av Carl von Linné d.y.. Cynanchum obtusifolium ingår i släktet Cynanchum och familjen oleanderväxter. Inga underarter finns listade i Catalogue of Life.